# Isotomurus maculatus
Isotomurus maculatus är en urinsektsart som först beskrevs av Schaeffer 1896.  Isotomurus maculatus ingår i släktet Isotomurus och familjen Isotomidae. Arten är reproducerande i Sverige. Inga underarter finns listade i Catalogue of Life.